# Gare de Guéthary
La gare de Guéthary est une gare ferroviaire française de la ligne de Bordeaux-Saint-Jean à Irun, située sur le territoire de la commune de Guéthary, dans le département des Pyrénées-Atlantiques, en région Nouvelle-Aquitaine.

## Situation ferroviaire
La gare de Guéthary est située au point kilométrique 214,129 de la ligne de Bordeaux-Saint-Jean à Irun. Son altitude est de 28 mètres.

## Histoire
La gare a été inaugurée en 1884, vingt ans après la mise en service du tronçon Bayonne – Irun (1864) de la ligne de Bordeaux-Saint-Jean à Irun. La gare dispose d'un bâtiment voyageurs, aujourd'hui fermé et transformé en maison de la presse (anciennement office de tourisme), ainsi que la maison du chef de gare, désormais un restaurant.
En 2023, selon les estimations de la SNCF, la fréquentation annuelle de la gare était de 47 684 voyageurs, contre 27 590 voyageurs en 2019 et 18 887 en 2018.

## Service des voyageurs

### Accueil
La gare dispose de deux voies : une vers Bordeaux et l'autre vers Hendaye. Il est nécessaire de traverser un pont extérieur à la gare pour passer d'un quai à un autre.
Depuis 2021, la borne de vente de titres TER a été supprimée[réf. souhaitée].

### Desserte
La gare est desservie par les trains TER Nouvelle-Aquitaine, effectuant la liaison Bordeaux / Dax – Hendaye.

### Intermodalité
Durant les vacances d'été, la ligne N50, une navette gratuite circule aux abords de la gare. Elle permet de desservir la commune et d'assurer la correspondances vers les lignes 3 et 18 du réseau Txik Txak à l'arrêt Église.